# Willy Sagnol
Willy Sagnol, född 1977 i Saint-Étienne, är en fransk tidigare fotbollsspelare. Willy Sagnol var under många år framgångsrik som ytterback i det tyska storlaget Bayern München. Sagnol deltog med det franska landslaget i VM 2002, EM 2004, VM 2006 och EM 2008. Efter EM 2008 drabbades Sagnol av en vadskada och i januari 2009 avslutade han sin spelarkarriär.

## Meriter
AS Monaco
- Ligue 1: 2000
- Franska supercupen: 1997, 2000

Bayern München
- Bundesliga: 2001, 2003, 2005, 2006, 2008
- Tyska cupen: 2003, 2005, 2006, 2008
- Tyska ligacupen: 2004, 2007
- Champions League: 2001
- Interkontinentala cupen: 2001

Frankrike
- Världsmästerskapet i fotboll för herrar: Silver 2006
- Confederations Cup: 2001, 2003